# Daisy Roulland-Dussoix
Daisy Roulland Dussoix, nascuda Daisy Dussoix nascuda el 9 de setembre de 1936 a Ginebra i traspassada el 5 de gener de 2014 a Lancy fou una biòloga molecular i microbiòloga suïssa, reconeguda pels seus descobriments sobre el fenomen de la restricció-modificació de l'ADN a la dècada del 1960. Amb la seva investigació, va contribuir als descobriments que van dur Werner Arber, el seu director de tesi, a obtenir el Premi Nobel de Fisiologia o Medicina el 1978 «pels seus treballs sobre els enzims de restricció i la seva aplicació als problemes de la genètica molecular».

## Biografia
Després d'estudiar a l'escola superior de comerç, Daisy Dussoix va obtenir el 1958 un diploma en química i biologia per la Universitat de Ginebra. Va començar el 1959 un doctorat a l'Institut de Biofísica de la Facultat de Ciències de la Universitat de Ginebra, sota la direcció de Werner Arber i Eduard Kellenberger.
Basant-se en les investigacions de Grete Kellenberger que havien demostrat que l'ADN dels bacteriòfags irradiats estava degradat després de la injecció en un hoste, Daisy Dussoix i Werner Arber van demostrar que l'ADN injectat que ha sofert la modificació depenent de l'hoste també es degrada. Aquests resultats es van presentar al primer congrés internacional de biofísica a Estocolm el 1961 i es van publicar en dos articles el 1962. Aquests dos articles van ser la base del descobriment d'enzims de restricció. La hipòtesi que un enzim del bacteri hoste talla l'ADN del bacteriòfag en llocs específics i que l'ADN de l'amfitrió està protegit per una modificació química (metilació) va ser confirmada per les investigacions d'Urs Kuhnlein, Hamilton Smith i Daniel Nathans. Daisy Dussoix va obtenir el seu doctorat el 1964, però aquestes no són les dues publicacions fonamentals del 1962, ni una altra sobre el mateix tema del 1963 que es troben incloses en la seva tesi doctoral publicada el 1967, sinó un article del 1965 amb Arber, que és una continuació dels articles del 1962i un article del 1967 sobre la degradació de l'ADN del bacteriòfag després de la irradiació.
El 1964, Daisy Dussoix va obtenir una beca postdoctoral de la fundació Jane Coffin Childs i va anar als Estats Units a bord del vaixell France, per treballar al laboratori de Robert Lehman a la Universitat Stanford de Palo Alto, a l'estat de Califòrnia.
El 1964 es va casar amb Daniel Roulland, xef del restaurant The Star de San Francisco, i des de llavors signà els seus articles amb el cognom Roulland-Dussoix. Posteriorment va treballar com a professora ajudant al Departament de Microbiologia des del 1968 a la Universitat de Califòrnia a San Francisco (UCSF) i va continuar estudiant la restricció i modificació de l'ADN amb Herbert Boyer. De la seva feina de recerca a l'UCSF en sorgiran cinc publicacions fins que se'n va anar a la Universitat de Califòrnia a Berkeley. A principi dels anys 80, Daisy Roulland-Dussoix va tornar a Europa i va treballar a l'Institut Pasteur de París, on va ser nomenada cap del laboratori de micoplasma el 1987, a la unitat d'oncologia viral de Luc Montagnier.. Les publicacions d'aquests anys se centraren en el micobacteri i els micoplasmes, concretament en la caracterització genètica i molecular i el desenvolupament de mètodes de detecció.
El 1996, Daisy Roulland-Dussoix va contraure paludisme, i seva salut va quedar permanentment afectada per les seqüeles neurològiques. El 2006, després de la mort del seu marit, va ser repatriada per la seva família a Ginebra, on va morir el 2014.

## Contribució al treball dels guanyadors del Premi Nobel
Daisy Roulland-Dussoix va ser la principal col·laboradora, com a estudiant de doctorat, de Werner Arber el 1960-1964. Amb Werner Arber, Daisy Dussoix va publicar articles sobre fenòmens de restricció-modificació controlats per hostes específics, articles que van posar les bases per al descobriment dels enzims de restricció. Aquests descobriments van contribuir a l'atorgament del Premi Nobel de Medicina o Fisiologia de 1978 a Werner Arber.
Daisy Roulland-Dussoix també va contribuir com a coautora a un article publicat el 1978, pel grup guanyador del premi Nobel Harold Elliot Varmus i J. Michael Bishop, que demostra que l'ARN del virus del sarcoma aviari src està present a les cèl·lules no infectades. Harold Varmus i J. Michael Bishop van rebre el Premi Nobel de Medicina o Fisiologia el 1989 gràcies a llur descobriment sobre «l'origen cel·lular dels oncogens retrovirals».
L'any 2006, després del decés de la genetista Esther Lederberg, el microbiòleg Stanley Falkow pronuncià un discurs d'elogi, on mencionava Daisy Roulland-Dussoix com una de les tres dones (juntament amb Esther Lederberg  i Martha Cowles Chase) que va participar en equips que van fer importants descobriments científics, per als quals només els companys d'equip masculins (Joshua Lederberg, Alfred Hershey, i Werner Arber) van ser reconeguts i recompensats amb el premi Nobel.
Daisy Roulland-Dussoix també és esmentada al lloc web d'Esther Lederberg entre les dones que durant mil·lennis han combatut la discriminació de gènere per afirmar les seves capacitats professionals i obtenir resultats importants, malgrat els estereotips de la societat i els ensenyaments de llur família i de llur religió.